# 矮小肉果兰
矮小肉果兰（学名：Cyrtosia nana）为兰科肉果兰属下的一个种。模式标本采自泰国。